# 联山街道
联山街道，是中华人民共和国贵州省黔东南苗族侗族自治州天柱县下辖的一个街道办事处。
2019年8月8日设置联山街道，辖原凤城街道惠民社区、幸福社区、滨江社区、三星岩社区、联山村和原邦洞街道六合村。

## 行政区划
联山街道下辖以下地区：
惠民社区、幸福社区、滨江社区、三星岩社区、联山村和六合村。